# Frontiniella regilla
Frontiniella regilla är en tvåvingeart som först beskrevs av Henry J. Reinhard 1959.  Frontiniella regilla ingår i släktet Frontiniella och familjen parasitflugor. Inga underarter finns listade i Catalogue of Life.